# Pantano, Mexiko
Pantano är en ort i Mexiko.   Den ligger i kommunen Cárdenas och delstaten San Luis Potosí, i den centrala delen av landet, 290 km norr om huvudstaden Mexico City. Pantano ligger 1 310 meter över havet och antalet invånare är 132.
Terrängen runt Pantano är varierad. Pantano ligger uppe på en höjd. Runt Pantano är det glesbefolkat, med 17 invånare per kvadratkilometer. Närmaste större samhälle är Cardenas, 13,9 km nordost om Pantano. I omgivningarna runt Pantano växer huvudsakligen savannskog.